# Камсамас
 Камсамас  — деревня в Усть-Вымском районе Республики Коми в составе сельского поселения  Гам. 

## География
Расположено на правобережье реки Вычегда на расстоянии примерно 9 км по прямой на юго-запад от районного центра села Айкино.  

## История
Известна с 1586 года как деревня Канцамас, в 1859 отмечалась как Камсамасная (Камсамас).

## Население
Постоянное население  составляло 9 человек (коми 100%) в 2002 году, 11 в 2010 .